# Barbara Distel
Pour les articles homonymes, voir Distel.
Barbara Distel (née en 1943) est une historienne de la Shoah allemande. Elle a dirigé de 1975 à 2008 le Mémorial du camp de concentration (de) de Dachau.
Auteur (avec Ruth Jakusch) du livre Le camp de concentration de Dachau 1933-1945, 1979.

## Récompenses et distinctions
- 1992 : Prix frère et sœur Scholl, colauréate avec Wolfgang Benz
- 2010 : chevalier de la Légion d'honneur[1]
- 2013 : prix Général André Delpech du Comité international de Dachau[2]
- Croix d'officier de l'ordre du Mérite